# توماس ميلتون ريفرز
توماس ميلتون ريفرز (بالإنجليزية: Thomas Milton Rivers)‏ هو ضابط وأحيائي أمريكي، ولد في 3 سبتمبر 1888 في جونزبورو في الولايات المتحدة، وتوفي في 12 مايو 1962 في Forest Hills, Queens ‏ في الولايات المتحدة.

## وصلات خارجية
- توماس ميلتون ريفرز على موقع الموسوعة البريطانية (الإنجليزية)